# Pitajo à plastron
Ochthoeca thoracica
Espèce
Statut de conservation UICN

 LC  : Préoccupation mineure
Le Pitajo à plastron (Ochthoeca thoracica), aussi appelé Pitajo à ceinture marron, Pitajo à poitrine marron ou Pitajo ceinturé, est une espèce de passereau de la famille des Tyrannidae,.

## Systématique et distribution
Cet oiseau est représenté par deux sous-espèces selon la classification de référence du Congrès ornithologique international (version 9.1, 2019) :
- Ochthoeca thoracica angustifasciata Chapman, 1926 : Andes du nord du Pérou (sud du département d'Amazonas et départements de San Martín et de Cajamarca) ;
- Ochthoeca thoracica thoracica Taczanowski, 1874 : dans les Andes, du sud-est du Pérou (département de Pasco) à l'ouest de la Bolivie (département de Cochabamba)[1],[2],[4].

Auparavant considérée comme une sous-espèce de Ochthoeca cinnamomeiventris, le Pitajo à plastron  est considéré comme une espèce à part entière par le Congrès ornithologique international depuis les travaux de García-Moreno et al. (1998). Par la même occasion, Ochthoeca cinnamomeiventris angustifasciata en est devenu une sous-espèce, appelée Ochthoeca thoracica angustifasciata. Malgré tout, certaines sources comme Animal Diversity Web et ITIS considèrent toujours, en 2019, que le Pitajo à plastron est une sous-espèce de Ochthoeca cinnamomeiventris,.